# Stabbarp
Stabbarp är en småort i Trollenäs socken i Eslövs kommun i Skåne län.

## Historia
1867 upptäcktes kolfyndigheter i Stabbarp, vilket ledde till att en gruva anlades utanför byn. Förutom stenkolsbrytning utvann man också en eldfast lera som förekom i stora mängder i jorden. Leran brändes till tegel i byns tegelbruk. Tegelbruket lades ned 1903 och arbetet i gruvan upphörde året efter. Man återupptog härefter utvinningen av lera från och till under ett antal år. Verksamheten lades definitivt ned 1920. Denna kolfyndighet var, tillsammans med en fyndighet i Billesholm, Bjuv, Gunnarstorp, Ekeby, Hyllinge, Nyvång och en fyndighet i Fyledalen norr om Ystad samt flera stora kolfyndigheter i Höganäs, de enda kolfyndigheter som fanns i landet. I Billesholm bröts kol under många år, men fyndigheten i Fyledalen exploaterades aldrig, eftersom den låg på 800 meters djup, och bedömdes ej lönsam att bryta. I Höganäs bröts kol från 1500-talet till långt in på 1900-talet. Tilläggas kan att samtliga dessa stenkolsfyndigheter fanns bara i Skåne.
För att kunna transportera varorna från gruvan anlades omkring 1875 en spårväg mellan gruvan och järnvägen mellan Eslöv-Landskrona-Helsingborg. "Stabbarps gruva" fick en egen järnvägsstation 1898 när järnvägen Eslöv-Röstånga stod klar. Stationen och järnvägslinjen lades ned 1961.

### Befolkningsutveckling
| Befolkningsutvecklingen i Stabbarp 2000–2015 | Befolkningsutvecklingen i Stabbarp 2000–2015 | Befolkningsutvecklingen i Stabbarp 2000–2015 | Befolkningsutvecklingen i Stabbarp 2000–2015 | Befolkningsutvecklingen i Stabbarp 2000–2015 |
| -------------------------------------------- | -------------------------------------------- | -------------------------------------------- | -------------------------------------------- | -------------------------------------------- |
|                                              |                                              |                                              |                                              |                                              |
| År                                           |                                              |                                              | Folkmängd                                    | Areal (ha)                                   |
| 2000                                         | 2000                                         |                                              | 69                                           | 7#                                           |
| 2005                                         | 2005                                         |                                              | 71                                           | 8#                                           |
| 2010                                         | 2010                                         |                                              | 76                                           | 8#                                           |
| 2015                                         | 2015                                         |                                              | 97                                           | 19#                                          |
| Anm.: Ny småort 2000. # Som småort.          |                                              |                                              |                                              |                                              |